# Église Saint-Véran de Fontaine-de-Vaucluse
L’église Saint-Véran de Fontaine-de-Vaucluse est un bâtiment religieux situé à Fontaine-de-Vaucluse dans le département français de Vaucluse. 

## Histoire
L'église Saint-Véran de Fontaine-de-Vaucluse est classé au titre des monuments historiques depuis 1840. Considéré comme l'une des plus anciennes églises du département de Vaucluse, datant du XIe siècle, l'église de style roman provençal abrite dans sa crypte le sarcophage de Saint-Véran, premier évêque de Cavaillon. Elle a été construite sur les  fondations d'un ancien temple païen. 